# Макух Іван
Іва́н Маку́х  (17 вересня 1872, с. Дорожів, нині Верхній Дорожів — 18 вересня 1946, м. Зальцбург) — український галицький державний, громадсько-політичний діяч. Представник Української радикальної партії, її голова в 1930—1939 роках, посол до Галицького сейму (у 1908–1918 роках), делегат Української Національної Ради  ЗУНР, потім державний секретар праці й відбудови, з січня 1919 року — державний секретар внутрішніх справ.

## Життєпис

### Початки

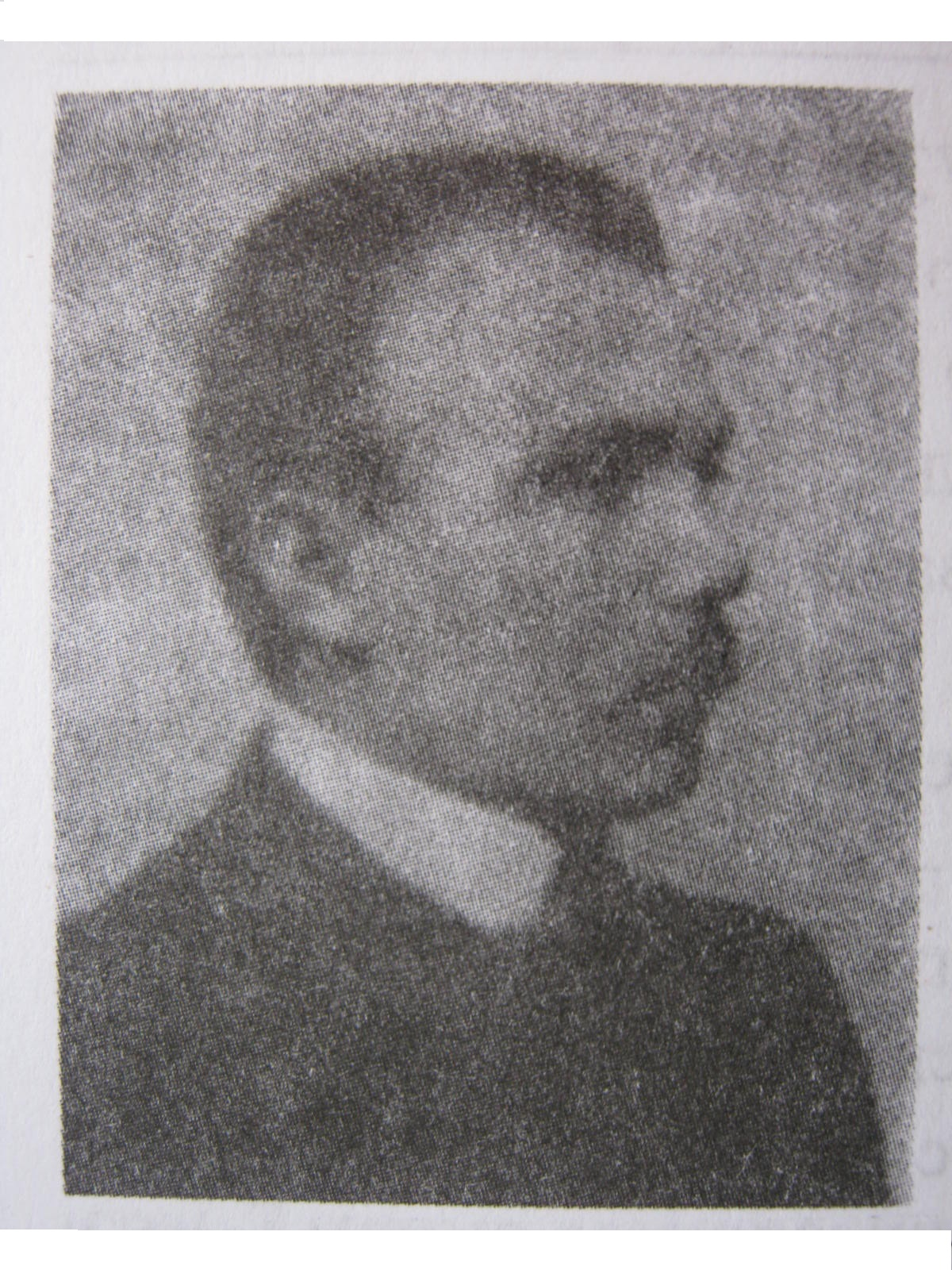
Іван Макух, молоді роки

Народився в 1872 році в селі Дорожів, Самбірського повіту (нині с. Верхній Дорожів Дрогобицького району Львівської області, Україна).
1887 р. вступив до Дрогобицької гімназії імені Франца Йосифа I. За популяризацію ідей українських радикалів у своєму селі на 5-му курсі відрахований з гімназії. 1892 року вступив до Львівської академічної гімназії, де через «невідповідну поведінку» перебував на контролі. Через відсутність коштів на навчання давав приватні уроки, працював інструктором в інституті св. Миколая у Львові.
Упродовж навчання особисто познайомився з Іваном Франком та Михайлом Павликом, які, за спогадами Макуха, «мали на молодь революційний вплив». У грудні 1895 р. продовжив навчання на правничому факультеті Львівського університету. В часі навчання вступив до студентського товариства «Академічна громада», де працював скарбником фонду взаємодопомоги; продовжував давати приватні уроки, влаштувався на працю в адміністрацію НТШ.
1901 р. почав адвокатську практику, продовжив працювати в НТШ, редагував і видавав друкований орган радикалів «Громадський голос». З початком революційних подій у Росії 1905 року спільно з Грицем Гарматієм переправляв літературу та влаштовував місця для переховування втікачів. 1907 року відкрив адвокатську контору в Товмачі, очолив повітовий виборчий комітет. У 1908 р. був обраний кандидатом в посли до Галицького сейму по Товмацькій (Тлумацькій) і Тисменицькій судових округах. Увійшов до «Українського соймового клубу» (абр. УСК; української фракції), який очолив Олесницький Євген; був обраний секретарем УСК. Опікувався проблемами народного шкільництва в Галичині. На виборах 1913 р. переміг кандидата-поляка.

### Визвольні змагання

Іван Макух за роботою

1914 р. з початком Першої світової війни мобілізований. Вступив у бій з російськими військами під Солотвином, розбитий підрозділ відступив під Сигіт у Румунії. В грудні 1914 р. звільнений з військової служби через виснаженість, переїхав до Відня. Там виступав в українських колах з відстоюванням ідеї створення УСС. Член Загальної Української Ради з 5 травня 1915 року. У травні-червні 1915 р. Макух — на звільнених австрійською армією землях Галичини, делегат «Сільського господаря» у Львові, отримав дозвіл повернутися до Товмача, де проживала дружина і 4 дітей. Зосередився на відбудові зруйнованих війною сіл і допомозі малограмотним селянам; за це отримав австрійську медаль «Цивільний хрест за заслуги» ІІ ступеня.
У червні 1916 з початком так званого Брусіловського прориву емігрував з Товмача до Нового Сончу. У кінці 1916 р. повернувся до Львова, працював у «Сільському господарі» та «Союзі для збуту худоби». Активно діяв у «Централі відбудови краю» (Краків), від цієї організації контролював в Сяніку відновлювальні роботи.
Весною 1918 р. повернувся до Товмача, з однодумцями організував віче щодо Берестейського мирного договору; очолює владу в місті. Наприкінці жовтня прибув до Львова на консультації з УНРадою, відбув до Станиславова з наказом місцевому проводу перебрати владу.
1 листопада його обирають головою повітової національної ради у Товмачі. В грудні 1918 Сидір Голубович переносить за його порадою уряд до Станиславова. В січні 1919 очолює новий уряд Народного секретаріату. Спільно з М. Мартинцем випускає обіжник повітовим комісаріатам щодо проведення весняних польових робіт. Згідно з його пропозиціями упроваджуються нові форми керівництва в повітах, для боротьби з корупцією та хабарництвом засновується посада Державного ревізора — посів М. Воробець.
Після проголошення Державної злуки ЗУНР і УНР на засіданні Державного секретаріату 25 лютого за участю С. Петлюри Макух пропонує у всій УНР утворити єдину адміністрацію і жандармерію. На початку 1919 з'їзд УРП обрав Макуха головою.
Після переобрання Євгеном Петрушевичем всіх повноважень як Диктатором ЗУНР Макух відмовився від посади у владі, повернуся до Тлумача.

### Польський час
Разом з однодумцями відновлював зруйновані війною читальні, за його сприяння в Тлумачі 1928 року відкрито бурсу. 1923 року переобраний головою УРП, першим заступником — Лева Бачинського, головним секретарем Осипа Навроцького. У 1924 головою УРП обрано Л. Бачинського, Макух і М. Рогуцький — заступники. В 1920-х проводить протестаційні віча в Станиславові, Самборі, Тернополі, Бережанах, Косові, Коломиї, Стрию, Дрогобичі. 1926 року відбувся об'єднавчий з'їзд УРП та волинської організації УПСР, утворена УСРП (Українська соціалістично-радикальна партія), очолив Л. Бачинський, заступники — Макух та Семен Жук. Разом з тим у Тлумачі був правником «Селянської каси».
На виборах 1928 УПСР провела своїх представників до сейму та сенату, один з послів до парламенту — Макух. До його компетенції належали питання правового захисту українського населення від свавілля польських чиновників та місцевих владних органів. Після смерті Л. Бачинського у 1930-х роках очолював управу УСРП. В 30-х роках пройшов до польського парламенту по об'єднаних списках УНДП і УСРП.
У 1933 р. брав участь у відкритті нового будинку Районової Молочарні в Коропці.

### Друга світова
17 вересня 1939 p. Червона армія вступила на терени Галичини; 27 вересня Макух отримав повістку про арешт, того ж дня він покинув Тлумач і перейшов на нелегальне становище в село Горошів (тепер Горошова) Борщівського повіту, переховувався у своєї дочки, дружину арештовано та депортовано в Казахстан.
З приходом німецьких військ він далі переховується, в травні 1942 року переїхав до Тлумача. В липні арештований гестапо. Однак політичний референт гестапо вказав на безпідставність його арешту та звільнив Макуха. Повернувся до Тлумача, де проживав до березня 1944 р. Бачачи, куди хилиться війна, разом з родиною перебрався до Австрії.

## Сім'я
Дружина — донька незаможного священика о. Григорія Гойвановича Павлина. Одружились 6 лютого 1900 року.
Дочка Ірина Макух-Павликовська — дружина відомого економіста, громадського і політичного діяча Юліана Павликовського С. 7, 244.